# Pěnkavovití
Pěnkavovití (Fringillidae) je čeleď malých až středně velkých pěvců. Živí se především semeny. Většina druhů krmí mláďata částečně nebo zcela také hmyzem. Jsou to převážně stromoví ptáci, obývají však i otevřené plochy a snadno se přizpůsobují kulturní krajině. Někteří hnízdí v blízkém okolí člověka, a přizpůsobují se tak jeho životnímu prostředí.
Jsou mezi nimi naši nejpopulárnější pěvci a jeden z nich – kanár – se přizpůsobil prostředí v kleci tak dokonale, že počet kanárů chovaných na celém světě člověkem mnohonásobně převyšuje stav kanára divokého (Serinus canaria) ve volné přírodě. 

## Popis
Pěnkavovití mají proměnlivou velikost těla (10–23 cm), hlava je poměrně velká, kulatá s kuželovitým zobákem. Nohy jsou krátké. Křídla jsou zakulacená, ručních letek je 10, ale první zcela zakrnělá. Ocas s 12 pery je středně dlouhý. Opeření bývá mnohdy pestře zbarvené, u obou pohlaví mnohdy rozdílné (pohlavní dimorfismus) i když u některých druhů (stehlík) naopak obě pohlaví vypadají velmi podobně. Žijí většinou samotářsky a hnízda staví ve větvích dřevin. Teritoriální zpěv je zvučný. Jsou to velmi dobří letci.

## Systematika
Čeleď Fringillidae formálně vytyčil anglický zoolog William Elford Leach v roce 1820 v obsahovém průvodci sbírek Britského muzea. Vnitřní taxonomické uspořádání pěnkavovitých má dlouhou a komplikovanou historii. Taxonomy nejednou zmátly stejné morfologické znaky mnoha druhů i celých rodů, které se však později ukázaly dílem konvergentního vývoje. Od. 90. let 20. století do situace začaly vnášet světlo genetické studie využívající analýzu vzorků DNA. Většina z těchto studií byla nicméně limitována malým množstvím vzorků. V tomto ohledu byla důležitá studie Nguembock et al. (2009), která zahrnovala do té doby největší počet genetických vzorků. Tato studie mj. odhalila polyfyletický, čili nepřirozený původ početných rodů Carduelis a Serinus. Tyto rody společně s rodem Carpodacus tehdy zahrnovaly kolem 70 % z asi 350 druhů pěnkavovitých. Ještě o něco komplexnější studie od Zuccona et al. (2012) jen potvrdila rozštěpení těchto rodů do většího množství méně početných rodů, což bylo nedlouho na to přijato i Mezinárodní ornitologickou unií v jejich Seznamu ptáků (IOC World Bird List).
Fylogenetické studie pomohly i s nalezením pěnkavovitých ptáků v jiných čeledích. Konkrétně se jedná o rody Chlorophonia a Euphonia z neotropické oblasti, které byly na základě podobné morfologie původně řazeny mezi tangarovité (Thraupidae), avšak dnes utváří podčeleď Euphoniinae v rámci pěnkavovitých. Šatovníkovití byli díky své unikátní morfologii řazeni jednu dobu do podčeledi Drepanidinae v rámci pěnkavovitých nebo dokonce do samostatné čeledi Drepanididae, nicméně analýzy genů potvrdily jejich příbuznost s rodem Carpodacus, pročež jsou dnes řazeni do podčeledi Carduelinae v rámci pěnkavovitých. Podle studie z roku 2012 se pěnkavovití dělí na 3 podčeledi:
- Fringillinae – v této podčeledi je pouze 1 rod – pěnkava (Fringilla) se čtyřmi druhy.
- Carduelinae – asi 49 rodů se 183 druhy. Zahrnuje i šatovníky.[14][12][13]
- Euphoniinae – zahrnuje neotropické rody Euphonia a Chlorophonia, jejichž příslušníci nesou české jméno libohlásek.

Moderní taxonomie tedy dělí pěnkavovité do 3 podčeledí v asi 50 rodech a 235 druzích.

### Zástupci v Česku
V Česku se vyskytujícími známými druhy jsou například křivka obecná, dlask tlustozobý, pěnkava obecná, pěnkava jikavec, hýl obecný, hýl rudý, konopka obecná, čečetka zimní, čečetka tmavá, stehlík obecný, čížek lesní, zvonek zelený, zvonohlík zahradní a několik dalších příbuzných druhů.